# Svanatjärnen (Lycksele socken, Lappland, 721299-160045)
Svanatjärnen är en sjö i Lycksele kommun i Lappland och ingår i Umeälvens huvudavrinningsområde. Sjön har en area på 0,599 kvadratkilometer och ligger 350,8 meter över havet. Sjön avvattnas av vattendraget Gardejaurbäcken.

## Delavrinningsområde
Svanatjärnen ingår i det delavrinningsområde (721362-159979) som SMHI kallar för Namn saknas. Medelhöjden är 369 meter över havet och ytan är 18,17 kvadratkilometer. Det finns inga avrinningsområden uppströms utan avrinningsområdet är högsta punkten. Gardejaurbäcken som avvattnar avrinningsområdet har biflödesordning 3, vilket innebär att vattnet flödar genom totalt 3 vattendrag innan det når havet efter 219 kilometer. Avrinningsområdet består mestadels av skog (73 procent) och sankmarker (12 procent). Avrinningsområdet har 0,84 kvadratkilometer vattenytor vilket ger det en sjöprocent på 4,6 procent.